# Odense Rådhus
Odense Rådhus, opført 1881-1883, tegnet af arkitekterne J.D. Herholdt og Carl Lendorf efter italiensk-gotisk inspiration. Det blev opført samme sted som det gamle rådhus, som var blevet bygget 400 år forinden. Det oprindelige 45 meter høje tårn blev revet ned i 1942.
Den nyere tilbygning til rådhuset er tegnet af arkitekten Bent Helweg-Møller i 1937, men stod først færdig i 1955, blandt andet på grund af krigens materialemangel. Tilbygningen består af tre fløje bag facadebygningen, som ikke blev ændret.
I forbindelse med tilbygningen blev der på 1. sals balkon i rådhushallen lavet en mindevæg for odenseanere, der har haft betydning for byen fra middelalderen og op gennem tiderne. Væggen blev udvidet med 11 personer ved Odenses byjubilæum i 1988, således at den i dag rummer 35 personligheder, blandt andet H.C. Andersen, Thomas Kingo, Morten Korch, Carl Nielsen, C.F. Tietgen og Thomas B. Thrige.

## Mindevæggen
På 1. sal findes mindevæggen med mindeplader for 38 berømte personer med tilknytning til Odense.
Væggen med dør ind mod byrådssalen er beklædt med moseeg og indeholder desuden to tavler med Sophus Michaëlis' digt om Odense, samt to linjer af Jeppe Aakjærs digt Historiens sang skrevet over døren.
De første 25 navne blev opsat i 1955 og udvidet med 11 personer i 1988, hvor en tavle samtidig blev taget ned. I 2021 blev yderligere tre navne tilføjet.
- M.P. Allerup (1799-1858), Jernstøber
- H.C. Andersen (1805-1875), Digter
- Oluf Nielsen Bager (ca. 1521-1602), Storkøbmand
- Jens Benzon (1767-1839), Legatstifter
- Claus Berg (ca. 1470-1535), Billedskærer
- Lorenz Bierfreund (1817-1891), Bankdirektør
- Karen Brahe (1657-1736), Bogsamler
- H.A. Brendekilde (1857-1942), Maler
- Friedrich Buchwald (1747-1814), Stiftsamtmand
- Dronning Christine (1461-1521), Dronning
- Hans Nielsen Chulenbrun (1660-tallet), Borgmester
- H.V. Clausen (1861-1937), Historiker
- Thorvald Ellegaard (1877-1954), Cykelrytter
- Didrik Fuiren (død 1603), Guldsmed
- Gisico (død 1300), Biskop
- N.J. Haustrup (1892-1976), Fabrikant
- Christian Iversen (1748-1827), Boghandler
- Thomas Kingo (1634-1703), Salmedigter
- Knud den Hellige (død 1086), Konge
- G. Koch (1827-1914), Borgmester
- Christian Kold (1816-1870), Højskolemand
- Morten Korch (1876-1954), Forfatter
- H.C. Lumbye (1810-1874), Komponist
- Carl Nielsen (1865-1931), Komponist
- Wilhelm Petersen (1817-1895), Grosserer
- Rasmus Rask (1787-1832), Sprogforsker
- Thomas Brodersen Risbrich (ca. 1600-1665), Borgmester
- Otte Knudsen Seeblad (1575-1631), Storkøbmand
- Ambrosius Stub (1705-1758), Digter
- Thomas B. Thrige (1866-1938), Fakrikant
- C.F. Tietgen (1829-1901), Erhvervsmand
- I. Vilh. Werner (1881-1968), Borgmester
- Jacob Winsløw (1669-1760), Anatom
- H. Øllgaard (1888-1979), Biskop
- Emil Aarestrup (1800-1856), Digter
- Frida Schmidt (1849-1934), Lærer, kvindesagsforkæmper
- Petra Petersen (1901-1989), Politiker, modstandskvinde
- Edith Brenneche Petersen (1896-1973), Præst

Mindepladen for storkøbmanden Hans Mule blev nedtaget i 1988. Nedtagningen skyldtes en indstillingen som påpegede at han havde begået et drab, som han betalte sig fra, samt at han i 1500-tallet anlagde flere retssager mod datidens borgmestre og rådmænd.

## Udsmykning
Rådhuset indeholder utallige arkitekttegnede detaljer af Helweg-Møller, lige fra beslag, dørhængsler og håndtag til lamper og gelændere med struktur efter bjørnekloens riflede stængler.
Huset er desuden fyldt med diverse kunstværker i gange og lokaler. Blandt et udpluk kan nævnes: maleriet Bjørneklo af Svend Saabye, Fajanceskulpturen Bølgernes leg af Jean Gauguin, relief i brændt ler Odin med Slejpner, ulve og to ravne af Kaj Louis Jensen, maleriet Skikkelse i uroligt landskab af Richard Mortensen, stentøjsfiguren Pigen fra Kreta af Adam Fischer samt Therese Lucheschitz Jensens komposition af en fløjtespillende Carl Nielsen og svaner symboliserende H.C. Andersen, Johan Galsters komposition inspireret af en digtcyklus af Aage Berntsen, Mogens Bøggilds værk Noahs Ark. Samt relieffet af H.C. Andersen udført af Adam Fischer efter skitse af arkitekt Helweg-Møllers skitse. Sandstenrelieffet af fransk kalksten med motiv af genforeningen 1920, besættelsen 1940 og befrielsen 1045 udført af Kaj Louis Jensen efter oprindelig skitse af Einar Utzon-Frank og papirklippet "24-tallet" fra 1823 med motiv af en kreds af borgere til sammenkomst på rådhuset.

### Rådhushallen
Rådhusets helt centrale rum er en stor atriumgård på 500 kvm., med det store karakteristiske ovenlys 18 m. over gulvhøjde. Hallen er på endevæggen udsmykket med værket Fynsk forår af billedhuggeren Yan Nielsen, som efter tre års arbejde stod klart i 1958. Værket blev udvalgt ved en landskonkurrence blandt 104 indsendte forslag foran navne som Axel Salto og Henry Heerup.
Værket forestiller et poppeltræ i et landskab set fra en bakketop. Træets stamme er lavet af kobber i kombination med et landskab og en sky af bemalet gipsstuk og regnvejr af opspændte rustfri stålstrenge. I bagerste halvdel af hallen findes en lille messingplade i gulvet, hvorfra man ifølge kunstneren bedst betragter kunstværket. Hallens gulv er dækket af lyse marmorfliser fra Sicilien, der afsluttes af en grøn frise langs væggene.

### Byrådssalen
Salen er indrettet med en ophængt tilhørerloge i hver ende med frontpartier af oksehud med indlagt bladguld. Under hver loge findes henholdsvis presselogen og embedsmandslogen.
Salens langvæg prydes af et stort vægmaleri i form af Kaj Louis Jensens allegori over fynsk erhverv, med et vidtstrakt landskab hvori der ses syv kendte danskere med tilknytning til Fyn (C.F. Tietgen, H.C. Ørsted, H.C. Andersen, Jacob Winsløw, Rasmus Rask, Hans Tausen og Carl Nielsen).
Midt i rummet står det store ovale mødebord med plads til byrådets 29 medlemmer, som i midten prydes af et frithængende ur i messing med urværker pegende imod alle fire verdenshjørner. Uret er fremstillet med et let udtryk, opbygget med en kompasrose nederst, ovenover en globus indeholdende de fire urværker og øverst fire klokker, der hver time spiller en kort melodi komponeret af arkitektens hustru.
Uret er tegnet af Helweg-Møller og er en gave fra de håndværksmestre som var involveret i rådhusbyggeriet.
Salen indeholder flere arkitekttegnede detaljer af Helweg-Møller, lige fra gelændere og lamper til skjulerne foran udluftningskanalerne. Selv på dørtrinnet ved indgangen findes en kompasrose magen til den på uret.
Rådhussalens forværelse er prydet af en vægdekoration i form af en aubussonvævning af kunstneren Lurçat og en loftlampe med et relief af Einar Utzon-Frank forstillende den mytologiske kvinde Pomona, der symboliserer den fynske frodighed. I relieffet ses også Knud den Hellige og indskriften: "Naturen begunstiger, hvad nødvendigheden kræver".

### Festsalen
Festsalen på 2. sal, ud mod Flakhaven, er en del af den oprindelige hovedbygning. Salen er præget af fire vægmalerier af Johs. Larsen fra 1930'erne. Billederne forestiller naturskildringer fra Fyn. Vægmalerierne blev dog skadet under interneringen af politiet under besættelsen og måtte repareres inden genindvielse af salen i marts 1957, hvor salens loft også blev udskiftet med lyddæmpende lameller.

### Bryllupssalen
Rummet der hvert år benyttes til at vie op mod 600 par, er udsmykket af et stort sommerligt vægmaleri af Mogens S. Andersen med titlen Ung lykke.
Det sommerlige maleri i lysegrønne nuancer forestiller en lys skov, med to unge mennesker der siddende i græsset håbefuldt blæser fnuggene af en håndfuld mælkebøtter. Rummets øvrige detaljer udgøres bl.a. af et loft i kirsebærtræ med udskæringer, en skranke i palisander med forside i 24 karat bladguld og stole af rosentræ.

### Kongeværelserne
Billederne i kongeværelserne er nogle af rådhusets ældste og forestiller flere forskellige konge- og dropnningeportrætter, skænket til rådhuset af kammerherre Chr. Benzon til Christiansdal og hofjægermester Ove Vind til Hinemae. Bl.a. findes portrætter af Christian VIs dronning Sophie Magdalene, og Frederik Vs dronning Louise malet af den svenske maler Carl Gustav Pilo.